# Akuczi rudy
Akuczi rudy (Myoprocta acouchy) – gatunek gryzonia należący do rodziny agutiowatych.  
Osiąga długość do 40 cm, ogon do 7 cm. Umaszczenie akuczi jest od czerwonawego do czarno-zielonego na grzbiecie, z żółtawym brzuchem i jaskrawym kolorem (pomarańczowym, żółtym albo czerwonym) na głowie. Ogon cienki, porośnięty białymi włosami. 
Występuje w Ameryce Południowej – we wschodnich Andach w południowej Kolumbii, we wschodnim Ekwadorze, północnym Peru i w basenie Amazonki w Brazylii (Wilson, 1993). Żyje w podmokłych lasach, lesie tropikalnym, chłodnych lasach nizinnych.
Akuczi są dziennymi zwierzętami, choć może przestawić się na tryb nocny, i samotnikami (Anderson i Jones, 1984). Żyją w małych grupach, na które składają się samiec, samica oraz ich młode. Kiedy jest dużo jedzenia starannie zakopują część żywności na czas niedostatku. To zachowanie jest istotne dla rozproszenia nasion wielu gatunków drzew. 
Są roślinożercami, jedzą wiele różnych owoców lasu, orzechów, korzeni. Widziano także, że żywią się orzechami ziemnymi z rolniczych ogrodów. 
Akuczi może być rolniczym szkodnikiem w ogrodach, ponieważ zjadają orzechy ziemne. Mięso z tych gryzoni uważane jest jednak za smaczne i często stają się obiektem polowań.
Ciąża akuczi trwa około 99 dni, po niej rodzi się 1-4 młodych. Te zwierzęta mogą rodzić sezonowo lub w ciągu roku zależnie od miejscowych warunków. W niewoli żyje 13 do 20 lat (Woods, 1984).